# Desmodium pachyrrhizum
Desmodium pachyrrhizum là một loài thực vật có hoa trong họ Đậu. Loài này được Vogel miêu tả khoa học đầu tiên năm 1838.